# Deutsche Kriegsausstellung

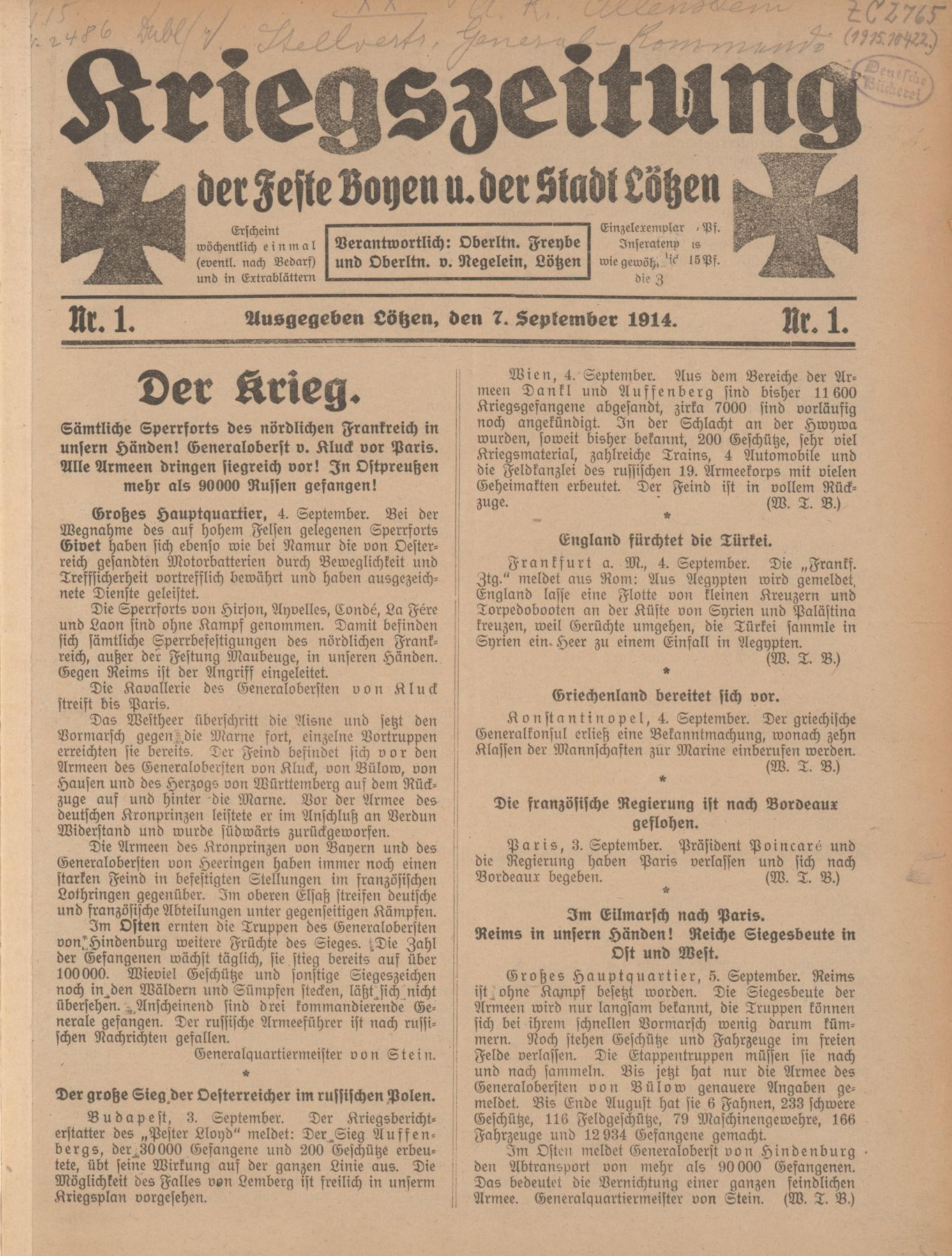
Titel der Kriegszeitung der Feste Boyen und der Stadt Lotzen, Nummer 1 von den Oberleutnants Freybe und von Negelein, 1914, ausgestellt 1915 in der Kriegsausstellung der Deutschen Bücherei

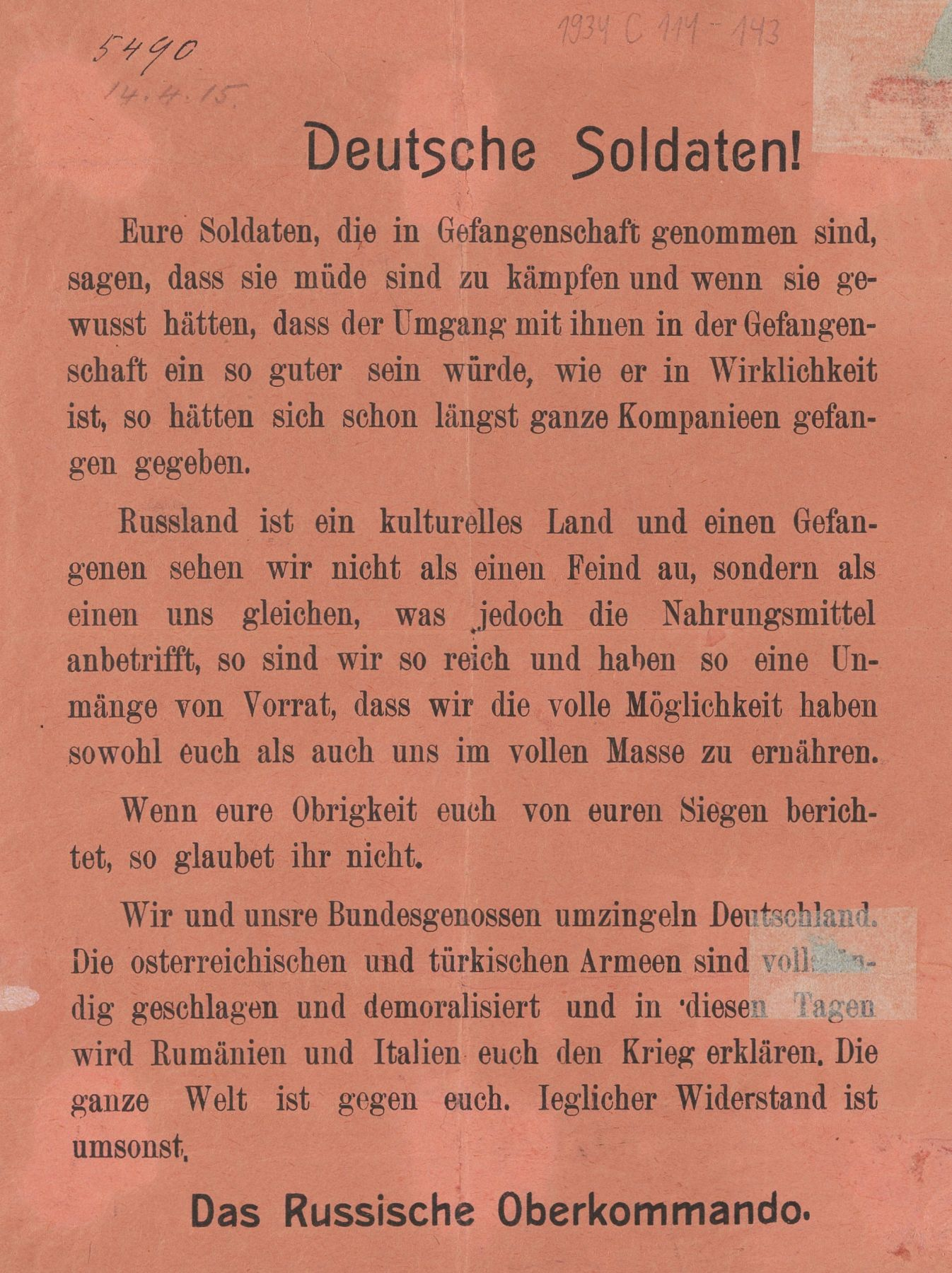
Propaganda-Flugblatt des russischen Oberkommandos 1915 zwecks Kapitulation der deutschen Soldaten

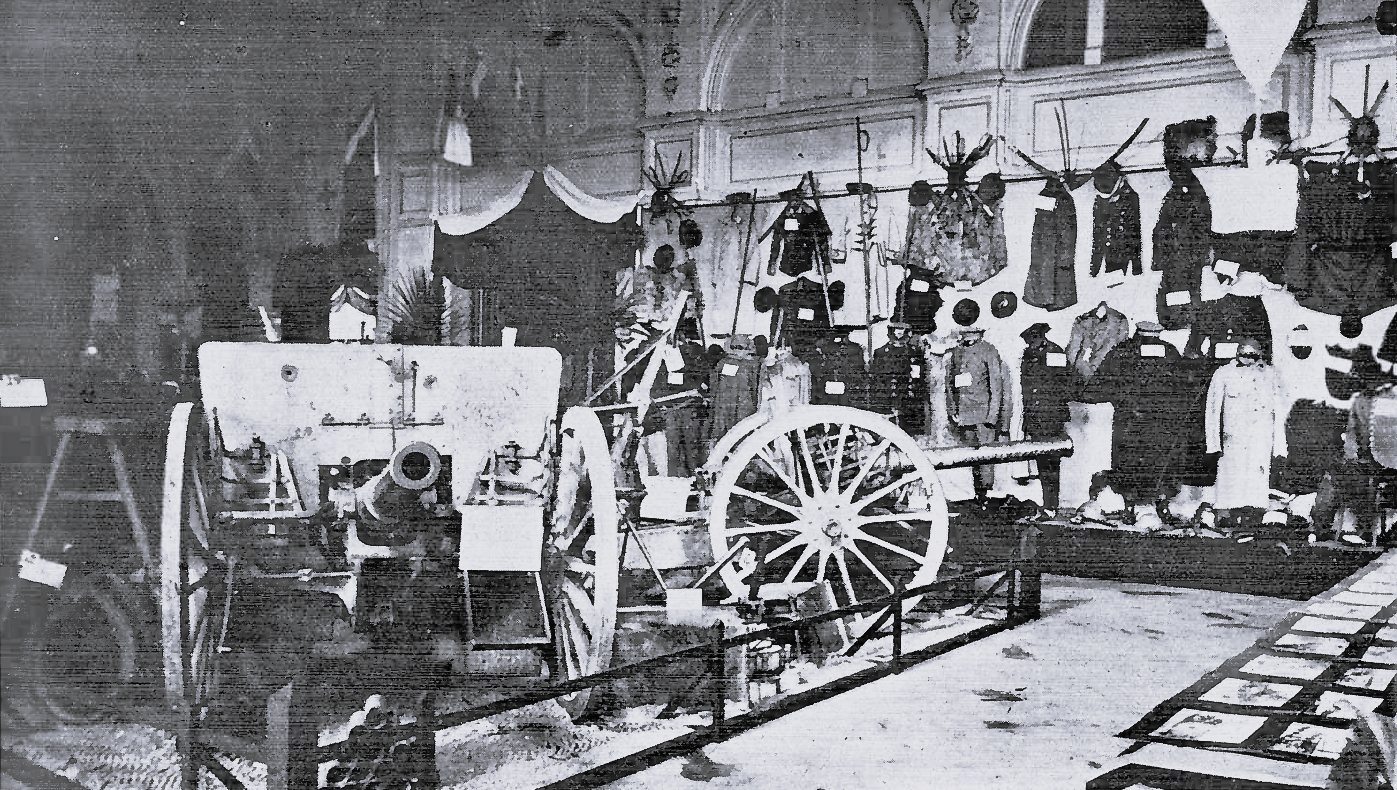
Aus der Lübecker Kriegsausstellung im Kolosseum.

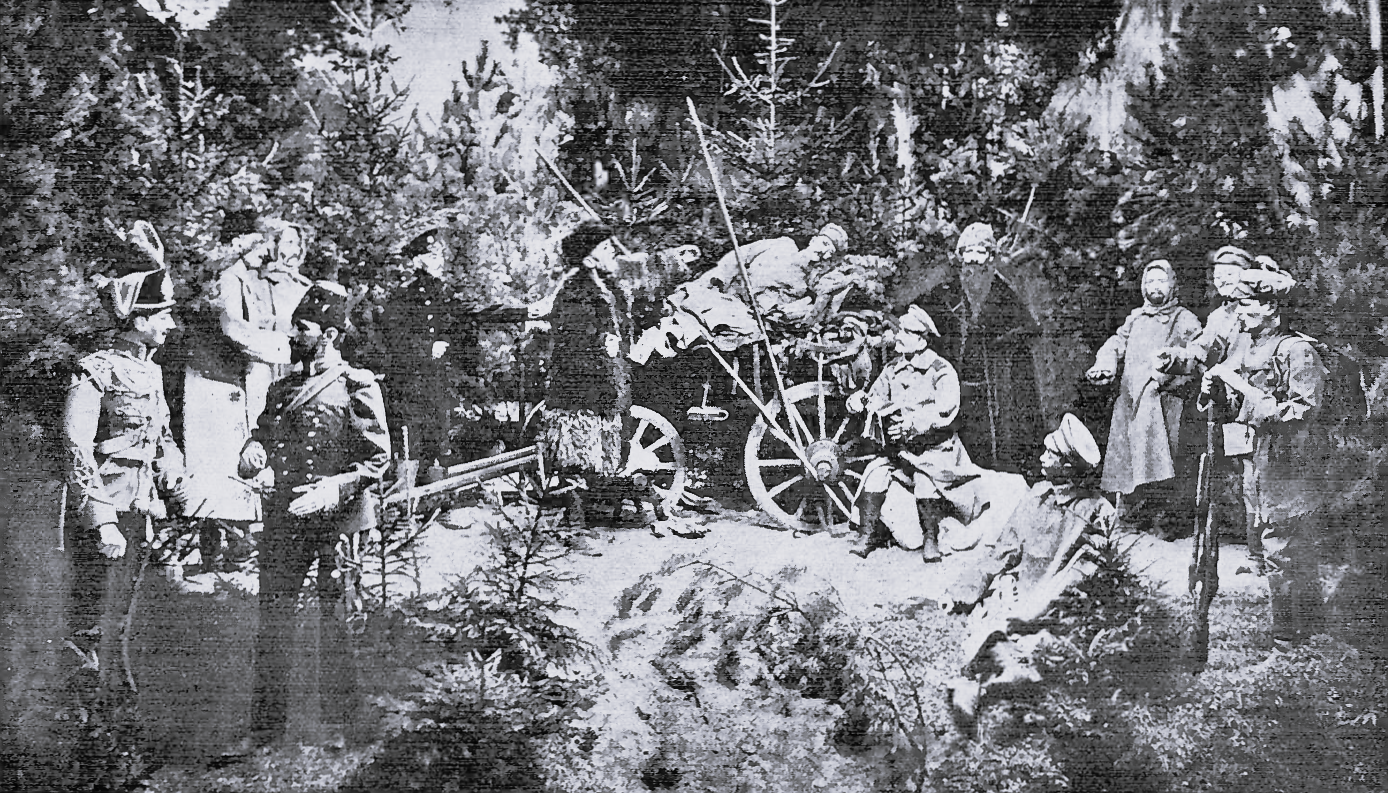
Gruppe: Russische Flüchtlinge auf der Rast.

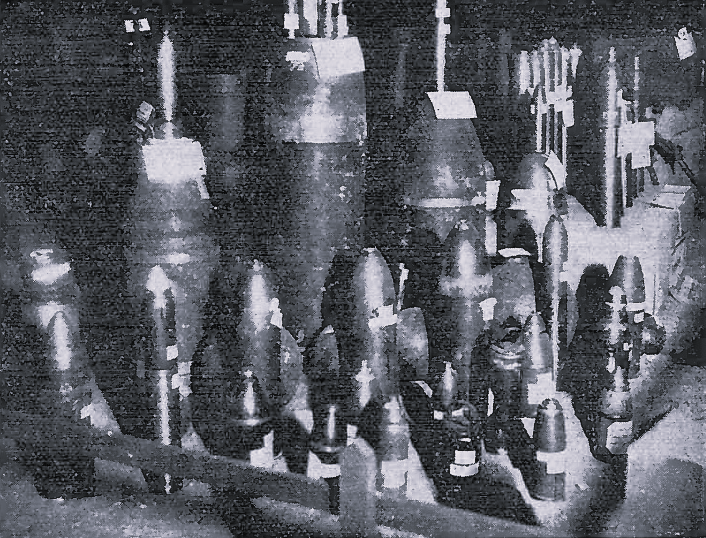
Feindliche Granaten von den kleinsten bis zum Riesengeschoss von 30,8 cm

Deutsche Kriegsausstellung ist der Oberbegriff für verschiedene Ausstellungen, die insbesondere zur Zeit des Kaiserreichs Deutschland ab dem Ersten Weltkrieg in mehreren deutschen Städten gezeigt wurden. Als Instrument der Propaganda und zur Einstimmung der Bevölkerung auf den – nicht nur von Adolf Hitler gewünschten – Zweiten Weltkrieg wurden den Ersten Weltkrieg glorifizierende Kriegsausstellungen auch noch zur Zeit des Nationalsozialismus präsentiert.

## Liste deutscher Kriegsausstellungen
- 1916:
  - Deutsche Kriegsausstellung (Berlin)[1]
  - Deutsche Kriegsausstellung (Darmstadt)[1]
  - Deutsche Kriegsausstellung (Dortmund)[3]
  - Deutsche Kriegsausstellung (Hamburg)[1] Für die Ausstellung in Hamburg ist der Katalog als Digitalisat verfügbar: https://www.europeana.eu/de/item/2020601/https___1914_1918_europeana_eu_contributions_19870
  - Deutsche Kriegsausstellung (Karlsruhe)[1]
  - Deutsche Kriegsausstellung (Kiel)[4]
  - Deutsche Kriegsausstellung (Lübeck)[5]
  - Deutsche Kriegsausstellung für die Nordmark (Flensburg)[6]
- 1916 bis 1917:
  - Deutsche Kriegsausstellung (Hannover)[1]